# Careiro
Careiro est une municipalité de l'État d'Amazonas au Brésil. Sa population était estimée à 33 517 habitants en 2012. Elle s'étend sur 6 091,55 km2.
Elle appartient à la Microrégion de Manaus dans la Mésorégion du Centre de l'Amazonas.